# Эфрон, Нора
Нора Эфрон (англ. Nora Ephron; 19 мая 1941, Нью-Йорк — 26 июня 2012, Нью-Йорк) — американский кинорежиссёр, сценаристка, кинопродюсер, новеллист, журналистка, писательница и блогер. Она более всего известна своими романтическими комедиями и является трёхкратным номинантом на премию «Оскар» за лучший оригинальный сценарий; за «Силквуд», «Когда Гарри встретил Салли» и «Неспящие в Сиэтле». Она иногда писала со своей сестрой, Делией Эфрон.

## Биография
Нора Эфрон родилась в Нью-Йорке в еврейской семье, была старшей из четырёх сестёр; выросла в Беверли Хиллз. Её родители, сценаристы Генри Эфрон (1911—1992) и Фиби Эфрон (урождённая Волькинд, 1914—1971), также родились в Нью-Йорке и происходили из семей восточноевропейских иммигрантов (родители отца — из Гродно и Скиделя). Её сёстры Делия и Эми также являются сценаристами. Её сестра Холли Эфрон — журналистка, писатель и новеллист, которая пишет детективы. Родители Эфрон положили в основу персонажа Сандры Ди в пьесе и фильме Джимми Стюарта Take Her, She's Mine свою 22-летнюю дочь Нору и её письма им из колледжа. Оба стали алкоголиками к концу жизни. Эфрон окончила среднюю школу Беверли Хиллз в Калифорнии в 1958 году и колледж Уэлсли в 1962 году.

## Личная жизнь
Была замужем три раза. Её первый брак с писателем Дэном Гринбергом закончился разводом по прошествии 9 лет (1967—1976). Второй брак (1976—1980) был заключён с журналистом Карлом Бернстайном, который прославился своими разоблачительными статьями об Уотергейтском скандале. У Эфрон и Берстайна уже был малолетний сын Джейкоб, и она сама пребывала на седьмом месяце беременности, когда она узнала о том, что муж изменяет ей с женой британского посла в США Маргарет Джей. Эфрон изложила все эти невесёлые события с присущим ей юмором в своём романе «Ревность», вышедшем в 1983 году. (На английском языке роман называется «Heartburn», что переводится в том числе и как «изжога», и может относиться как к профессии главной героини романа — она выпускает книги с кулинарными рецептами, так и к её физическому и моральному состоянию на протяжении всей книги). Режиссёр Майкл Николс снял по роману одноимённый фильм с Джеком Николсоном и Мерил Стрип в главных ролях. В своей книге Эфрон изобразила мужа журналистом по имени Марк, который был «способен на секс хоть с венецианскими жалюзи». А жену посла Маргарет вывела в романе под именем Тельмы, которая выглядела как жираф с «большими ступнями». Бернстайн угрожал подать в суд на книгу и фильм, но так никогда этого не сделал.
С 1987 года замужем за писателем и сценаристом Николасом Пиледжи; проживала в Нью-Йорке.
Нора скончалась в возрасте 71 года в Нью-Йорке в ночь на вторник 27 июня 2012 года после продолжительной борьбы с лейкемией.

## Карьера
Эфрон окончила колледж Уэллсли в 1962 году и некоторое время стажировалась в Белом Доме при президенте Джоне Ф. Кеннеди. После публикации одного из первых своих сатирических произведений она получила работу в газете «Нью-Йорк Пост», где на протяжении пяти лет была репортёром. В 1966 году она написала взрывную статью о тайной церемонии обручения между Бобом Диланом и Сарой Лоундс, имевшей место за три с половиной месяца до того. Параллельно с писательской карьерой она вела колонку по женским вопросам для журнала «Эсквайр». В этом качестве Эфрон сделала себе имя, пользуясь таким же широким подходом к рассматриваемым вопросам, каким отличались Дороти Шифф, её бывшая начальница и владелица «Поста», Бэтти Фридан, которую она, кстати, осуждала за вражду с Глорией Штайнем, и её альма-матер, колледж «Уэллсли», который выпустил целое поколение, как говорила Нора, «послушных женщин».
Пока она была замужем за Бернстайном в середине 70-х, по просьбе своего мужа и Боба Вудворда она помогла Бернстайну переписать сценарий Уильяма Голдмана для фильма «Вся президентская рать». Сценарий Эфрон-Бернстайна в конце концов так и не был использован, но был прочтён кем-то, кто предложил Эфрон написать телесериал, который оказался её первой работой в области киносценаристики.
Пьеса Эфрон 2002 года «Воображаемые друзья» исследует соперничество писательниц Лилиан Хеллман и Мэри Маккарти.

## Избранная фильмография
| Год  |   | Русское название                           | Оригинальное название                     | Роль                               |
| ---- | - | ------------------------------------------ | ----------------------------------------- | ---------------------------------- |
| 1983 | ф | Силквуд                                    | Silkwood                                  | сценарист                          |
| 1986 | ф | Ревность                                   | Heartburn                                 | сценарист                          |
| 1989 | ф | Когда Гарри встретил Салли                 | When Harry Met Sally...                   | сценарист, сопродюсер              |
| 1989 | ф | Плюшка                                     | Cookie                                    | сценарист, исполнительный продюсер |
| 1990 | ф | Мои голубые небеса                         | My Blue Heaven                            | сценарист, исполнительный продюсер |
| 1992 | ф | Это моя жизнь                              | This Is My Life                           | режиссёр, сценарист                |
| 1993 | ф | Неспящие в Сиэтле                          | Sleepless in Seattle                      | режиссёр, сценарист                |
| 1994 | ф | Рождество психов                           | Mixed Nuts                                | режиссёр, сценарист                |
| 1996 | ф | Майкл                                      | Michael                                   | режиссёр, сценарист, продюсер      |
| 1998 | ф | Заговор проказниц                          | Strike! / The Hairy Bird / All I Wanna Do | исполнительный продюсер            |
| 1998 | ф | Вам письмо                                 | You've Got Mail                           | режиссёр, сценарист, продюсер      |
| 2000 | ф | Отбой                                      | Hanging Up                                | сценарист, продюсер                |
| 2000 | ф | Счастливые номера                          | Lucky Numbers                             | режиссёр, продюсер                 |
| 2005 | ф | Колдунья                                   | Bewitched                                 | режиссёр, сценарист, продюсер      |
| 2009 | ф | Джули и Джулия: Готовим счастье по рецепту | Julie & Julia                             | режиссёр, сценарист, продюсер      |

## Коллекции эссе
- Crazy Salad
- Wallflower at the Orgy
- (2006) I Feel Bad About My Neck: And Other Thoughts on Being a Woman